# Parque nacional de Đerdap
El Parque nacional de Đerdap (en serbio: Национални парк Ђердап o Nacionalni park Đerdap) se extiende a lo largo de la margen derecha del río Danubio, desde la fortaleza Golubac (serbio: Голубачки град, Golubački grad) hasta la presa cercana de Sip, en Serbia. Se extiende por más de 640 kilómetros cuadrados y la oficina de administración del parque se encuentra en la localidad de Donji Milanovac en el Danubio.
La característica principal y belleza natural destacada del parque nacional de Djerdap es el desfiladero Djerdap - la famosa Puerta de Hierro - la puerta de entrada a través de la vertiente sur de los montes Cárpatos, donde se ubica el río más largo y grande de acumulación en la antigua Yugoslavia.